# Dorfkirche Wilmersdorf (Berlin)

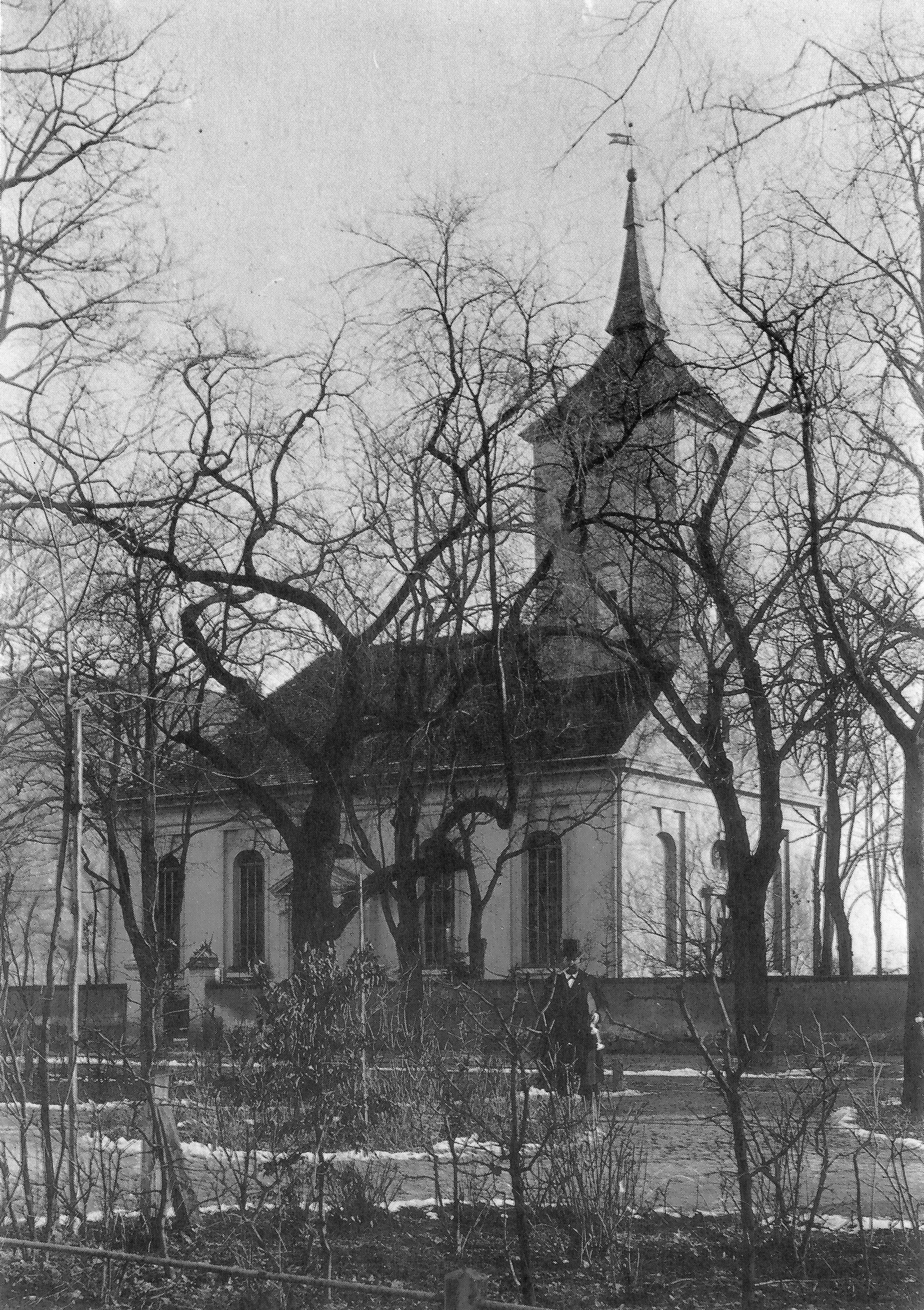
Dorfkirche Wilmersdorf

Die Dorfkirche Wilmersdorf stand südlich des Angers im Straßenangerdorf Deutsch-Wilmersdorf an der Stelle der heutigen Auenkirche in der Wilhelmsaue im Berliner Bezirk Charlottenburg-Wilmersdorf, Ortsteil Wilmersdorf.

## Geschichte
Die Pfarrei zu Wilmersdorf findet sich erstmals 1293 in einem Schriftstück Albrechts III., aber erst 1375 wird im Landbuch Karls IV. ein Geistlicher für die Kirche in Wilmersdorf genannt, der das Dorf Lützow mit zu betreuen hatte. Nachdem Lietzow zur Pfarrei der jetzigen Luisenkirche kam, versorgte die Wilmersdorfer Pfarrei die von Schmargendorf und Dahlem mit. Von der alten Dorfkirche gibt es keine Abbildungen. Die meisten Kirchenbücher gingen durch Plünderungen verloren. In einem erhaltenen Kirchenrechnungsbuch vom 1. Januar 1713 ist erwähnt, dass die ruinierte Kirche repariert werden muss.
Nachdem 1766 ein verheerender Brand das halbe Dorf einschließlich Kirche und Pfarrhaus zerstört hatte, wurde 1772 ein verputzter Mauerwerksbau als schlichte barocke Saalkirche gebaut, in deren Dachturm 1817 eine Turmuhr folgte. Eine Gedächtnistafel für die Gefallenen der Befreiungskriege wurde angebracht.
Da Pfarrer Ritters Streben um eine Orgel von der Gemeinde nicht unterstützt wurde, wandte er sich erfolgreich u. a. an Friedrich Wilhelm III. und Moritz August von Bethmann-Hollweg. Am 26. Dezember 1845 brachte der Orgelbauer Johann Christoph Schröthers aus Sonnewalde die neue Orgel und vollendete ihre Aufstellung am 10. Januar 1846.
Zwischen 1895 und 1897 wurde hinter der alten Dorfkirche die heutige Auenkirche erbaut. Die Dorfkirche wurde 1898 gegen den Willen der Gemeinde auf höhere Weisung abgebrochen. Nur die Windfahne mit der Jahreszahl 1772 auf dem Treppenturm des Pfarrhauses der Auenkirche erinnert an sie.